# علی جباری
علی جباری (زادهٔ ۲۹ تیر ۱۳۲۵ در تهران) بازیکن پیشین تاج تهران و تیم ملی فوتبال ایران، کارشناس فوتبال و دارنده نشان طلای فوتبال آسیا است. جباری در سال ۱۳۴۹ با تاج تهران (استقلال کنونی) قهرمان آسیا شده‌است و در دو قهرمانی نخست تیم ملی فوتبال ایران در جام ملت‌های آسیا در سال‌های ۱۹۶۸ و ۱۹۷۲ و قهرمانی بازی‌های آسیایی ۱۹۷۴ عضو تیم ملی ایران بوده‌است. علی جباری از اواخر دهه چهل تا اواسط دهه پنجاه کاپیتان تاج بود.
یکی از بهترین و پرافتخار ترین بازیکنان تاریخ آسیا و ایران.

## زندگی‌نامه
علی جباری ۲۹ تیرماه ۱۳۲۵ در تهران به دنیا آمد. کارمند صنایع نظامی (وزارت دفاع) بود و در حال حاضر نیز بازنشسته این سازمان است. در سال ۱۳۴۶ ازدواج کرد.
علاقه جباری به فوتبال از زمان تحصیل آغاز شد. او برای تحصیل به آموزشگاه حرفه صنایع نظامی واقع در خیابان ژاله می‌رفت و از همان زمان در مدرسه با توپ پلاستیکی فوتبال می‌کرد. کم‌کم پا را از مدرسه فراتر گذاشت و خرابه‌های یخچال و جالیزهای شهباز وعده‌گاه او و دوستانش برای دنبال توپ دویدن شد. در همین حین پایش به زمین شماره ۴ اکبرآباد باز شد. علی هنگام بازی بزرگترها پشت دروازه می‌ایستاد و بازی آنها را تماشا می‌کرد. وقتی توپ به پشت دروازه می‌آمد آن را برمی‌داشت و به سمت بازیکنان داخل میدان شوت می‌کرد.

## زندگی ورزشی

### پیشینه باشگاهی

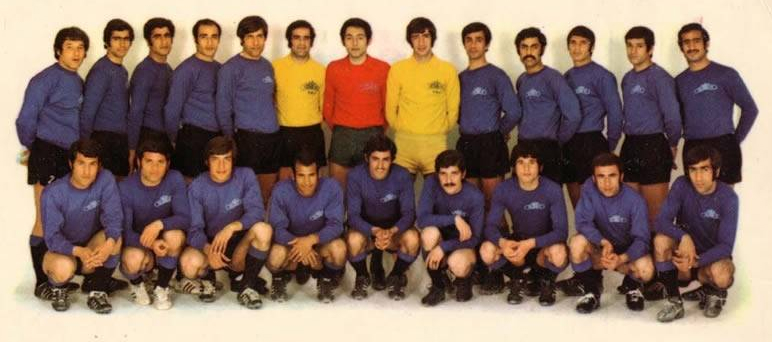
تیم فوتبال تاج تهران قهرمان جام باشگاه‌های آسیا در سال ۱۳۴۹، علی جباری اولین نفر نشسته از راست

جباری که در مسابقات محلی در خط دفاع بازی می‌کرد در تیم جدیدش یک‌باره سر از خط هافبک درآورد. مربی او در راه‌آهن رسول مددنوعی بود. جباری سه سال در راه‌آهن ماند و سپس در سال ۱۳۴۴راهی تاج شد و تا پایان دوره بازیکنی خود به م
در آن زمان رقابت‌های فوتبال درون استان‌ها برگزار می‌شد و جباری همراه با تیم تاج سه عنوان قهرمانی در مسابقات فوتبال باشگاه‌های تهران در سال‌های ۱۳۴۸، ۱۳۵۰ و ۱۳۵۱ به‌دست‌آورد. در سال ۱۳۴۹ بازی‌های فوتبال در ایران از شکل استانی خارج شد و به صورت سراسری برگزار شد. قهرمانی دوره نخست لیگ سراسری فوتبال که با نام جام منطقه‌ای برگزار شد نیز به تاج رسید. علی جباری بهترین بازیکن آن جام شد. نخستین جام قهرمانی باشگاه استقلال در سطح قاره آسیا در سال ۱۳۴۹ به موزه این باشگاه افزوده شد و علی جباری عضوی از آن تیم بود. سال ۱۳۵۳ علی جباری جام تخت جمشید را برای باشگاه تاج بالای سر برد.
جباری از سال ۱۳۴۹ و در حالی که ۲۴ سال سن داشت در حضور بازیکنان بزرگ و ملی‌پوش تاج کاپیتان آبی‌پوشان شد. خداحافظی زودهنگام او از فوتبال در ۲۹ سالگی پایان حضور او در این تیم بود.
یکی از حاشیه‌های فوتبال ایران در آبان ماه ۱۳۵۰ در جریان دیدار تاج در مقابل بن سوسون برزیل صورت گرفت. در این بازی هواداران دو تیم تاج و پرسپولیس شروع به فحاشی علیه ستارگان دو تیم به خصوص علی جباری و همایون بهزادی کردند. شدت فحاشی‌ها به قدری بود که جباری در اواسط بازی جای خود را به حسن روشن شانزده ساله داد. او از میدان خارج شد و شروع به گریستن کرد. حواشی این بازی بازتاب گسترده‌ای داشت. به طوری که هفته بعد از آن در جریان بازی منتخب تهران و بن سوسون جباری بر دوش ممد بوقی لیدر پرسپولیس قلم دوش شد و پرسپولیسی‌ها شعار «جباری دوستت داریم» سر دادند.

#### تأثیر رایکوف
رایکوف علاوه بر نقش بزرگی که در موفقیت‌های تیمی باشگاه تاج داشت، در موفقیت‌های فردی بازیکنان آن تیم نیز سهیم بوده‌است. استقلال در آن سال‌ها مهره‌هایی بزرگ داشت و از طرفی بازیکنان جوان و جویای نام نیز به‌طور مرتب از سوی رایکوف کشف می‌شدند و به تیم اضافه می‌شدند. علی جباری معتقد است که رایکوف می‌توانست این شرایط را مدیریت کند و این بازیکنان را روی نیمکت حفظ کند. وظیفه کاپیتان تیم نیز در حضور این ستارگان در تیم سنگین‌تر می‌شد و باید تلاشی مضاعف می‌کرد.
سعی می‌کردم بیشتر از همه تلاش کنم. رایکوف همیشه به من می‌گفت اگر کاپیتانی را از تو بگیرم که دیگر لازم نباشد با بازیکنان حرف بزنی و فقط کار خودت را انجام بدهی، خیلی بهتر بازی خواهی کرد. رایکوف مرا کشف نکرد، اما یک تولد تازه به من داد. رایکوف مسیر مرا عوض کرد. جای مرا تغییر داد.

#### شماره ۸
پیراهن شماره ۸ تیم فوتبال باشگاه استقلال که در حال حاضر از ارزش ویژه‌ای برخوردار است، پیراهن علی جباری در این تیم بوده‌است. پیش از او پرویز کوزه‌کنانی شماره ۸ تاج را می‌پوشید. جباری با پیراهن شماره ۸ سال‌ها کاپیتان استقلال بود. معروف است که او بازوبند نداشته و برای‌اش پیراهنی می‌دوختند که رنگ بازوی آن متفاوت بوده تا لازم نباشد بازوبند ببندد.
جباری پس از مدتی در تیم ملی ایران هم شماره ۸ را بر تن کرد. این شماره پیش از آن بر تن حمید شیرزادگان بود و بعد هم به فریبرز اسماعیلی رسیده بود. تا این‌که حسینعلی مبشر رئیس فدراسیون وقت به علی جباری اعلام کرد که حسین فکری تصمیم گرفته‌است از این پس او با پیراهن شماره ۸ ایران به زمین برود.

#### رکورد گل‌زنی در استقلال
علی جباری ۸۹ گل با پیراهن تاج به ثمر رسانده‌است. این رکورد بیش از سه دهه دست‌نخورده باقی‌مانده بود. آرش برهانی در روز ۲۵ دی ۱۳۹۱ از این حد نصاب عبور کرد.وی یک بار در جریان بازی با برق تهران ۵ بار دروازه این تیم را باز کرد تا تاج شش بر صفر برنده باشد.

#### عملکرد در دربی‌ها
علی جباری ۱۷ دربی با پیراهن تاج به میدان رفته‌است. او با ۱۱ بار کاپیتانی تیم‌اش در دربی‌ها در میان بازیکنان هر دو تیم رکورددار است. وی ۱۲ شهرآورد پی‌درپی در ترکیب تیم استقلال بوده‌است و از این منظر در میان بازیکنان استقلال در رده چهارم قرار دارد. جباری در دربی‌ها ۵ گل برای استقلال به ثمر رسانده‌است و از این نظر همراه با غلام‌حسین مظلومی در میان آبی‌پوشان رکورددار است.

### پیشینه ملی
نخستین بازی ملی جباری در یکم مردادماه ۱۳۴۴ در نخستین جام عمران منطقه‌ای در تهران مقابل تیم ملی پاکستان به ثبت رسیده‌است. نخستین گل ملی جباری نیز در همین دیدار به ثمر رسید. علی جباری با این‌که در پست هافبک بازی می‌کرد، همواره از گل‌زنان برتر تیم ملی فوتبال ایران به‌شمار می‌رفت. اوج درخشش علی جباری در تیم ملی ایران در دیدار با میزبان جام ملت‌های آسیا ۱۹۷۲ در مرحله گروهی این رقابت‌ها و در جدال برای صدرنشینی این گروه رخ داد. این بازی در شرایطی برگزار شد که مقامات فدراسیون فوتبال پیش از مسابقه از بازیکنان خواسته بودند بازی را واگذار کنند تا تایلند نیز از گروه صعود کند. اما در زمین مسابقه پس از این‌که تیم تایلند با دو گل از ایران پیش افتاد، علی جباری در ۱۰ دقیقه پایانی مسابقه هت تریک کرد و سریع‌ترین هت تریک تاریخ جام ملت‌های آسیا را رقم زده و بازی به سود ایران پایان یافت. جباری در بازی فینال نیز زننده یکی از دو گل ایران به تیم کره جنوبی بود. این دومین قهرمانی پیاپی تیم ملی ایران و علی جباری در جام ملت‌های آسیا بود.او در ۲۴ مرداد ۱۳۵۳ در جریان پیروزی سه بر صفر تیم ملی فوتبال ایران برابر باشگاه فوتبال فنرباغچه یکی از گل‌های ایران را به ثمر رساند. جباری در تاریخ ۲۴ شهریورماه ۱۳۵۳ پس از پیروزی در فینال هفتمین دوره بازی‌های آسیایی در تهران از فوتبال ملی کنار رفت.

#### عملکرد در تیم ملی ایران
علی جباری از سال ۱۳۴۴ تا ۱۳۵۳ عضو تیم ملی ایران بوده‌است که در این ۱۰ سال ۳۷ بازی برای تیم ملی ایران انجام داده و ۱۳ گل به ثمر رسانده‌است.
| کارت قرمز | کارت زرد | گل | تعویضی | ثابت | سال   |
| --------- | -------- | -- | ------ | ---- | ----- |
| ۰         | ۰        | ۱  | ۰      | ۲    | ۱۹۶۵  |
| ۰         | ۰        | ۱  | ۰      | ۷    | ۱۹۶۶  |
| ۰         | ۰        | ۱  | ۱      | ۲    | ۱۹۶۸  |
| ۰         | ۰        | ۳  | ۰      | ۱    | ۱۹۶۹  |
| ۰         | ۰        | ۰  | ۰      | ۲    | ۱۹۷۰  |
| ۰         | ۰        | ۵  | ۰      | ۱۰   | ۱۹۷۲  |
| ۰         | ۰        | ۱  | ۲      | ۳    | ۱۹۷۳  |
| ۰         | ۰        | ۱  | ۱      | ۶    | ۱۹۷۴  |
| ۰         | ۰        | ۱۳ | ۴      | ۳۳   | مجموع |

علی جباری در سن ۲۹ سالگی از فوتبال خداحافظی کرد. او در سال ۱۳۵۳ از بازی‌های ملی و در سال ۱۳۵۴ از بازی‌های باشگاهی کناره‌گیری کرد. جباری در مجموع ۱۰ سال برای باشگاه تاج و تیم ملی ایران بازی کرد.

## نقش جباری در حفظ باشگاه استقلال پس از انقلاب
محل باشگاه تاج یکی از مکان‌هایی بود که در اوضاع نابه‌سامان و شلوغی‌های پس از انقلاب سال ۱۳۵۷ مورد هجوم و دست‌برد قرار گرفت. آن هنگام فردی به نام میرزایی با دار و دسته‌اش به باشگاه آمدند، وارد موزه باشگاه شدند و تمام جام‌ها و نشان‌های باشگاه را که طی سالیان در رشته‌های گوناگون به‌دست آمده بود با خود بردند. جباری پس از باخبرشدن از این اتفاق به سوی باشگاه می‌رود اما روی دیوار باشگاه افرادی با تفنگ نشسته بودند که نمی‌گذاشتند کسی به ساختمان باشگاه نزدیک شود. پس از این‌که حسین شاه‌حسینی رئیس سازمان تربیت بدنی در دولت موقت روی کار آمد علی جباری و منصور پورحیدری به همراه عنایت آتشی که از بازیکنان و مربیان تیم بسکتبال تاج بود دوباره دست به کار شدند و رایزنی کردند تا باشگاه را نجات دهند. در نهایت با تغییر نام باشگاه از تاج به استقلال مجوز ادامه فعالیت باشگاه صادر شد، هرچند که اموال، اماکن ورزشی و ساختمان‌های باشگاه مصادره گردید. محل سابق باشگاه تاج در حال حاضر تربیت بدنی تهران است.

## بازگشت به استقلال در بحران سال ۱۳۷۲
پس از تثبیت باشگاه استقلال علی جباری از مجموعه استقلال جدا شد. او که از فوتبال خداحافظی کرده بود، مسئولیتی را در باشگاه نپذیرفت. تا پانزده سال بعد که دوباره باشگاه با بحران روبه‌رو شد. آن هنگام استقلال نایب قهرمانی آسیا بود و سال پیش از آن نیز برای دومین بار در تاریخ خود قهرمان آسیا شده‌بود اما شرایط در درون کشور برای این باشگاه به گونه‌ای دیگر رقم می‌خورد.
در فصل ۱۳۷۲–۱۳۷۱ دسته اول لیگ فوتبال ایران جام آزادگان در دو گروه برگزار می‌شد. دو تیم بالای جدول از هر گروه به نیمه نهایی لیگ می‌رسیدند و ضرب‌دری به هم می‌خوردند و در نهایت تکلیف قهرمان لیگ در فینال رقم می‌خورد. استقلال در این فصل در گروه خود سوم شد و به نیمه نهایی راه پیدا نکرد. اما بر اساس طرحی نوین از سوی فدراسیون فوتبال وقت، برای حمایت از تیم‌های شهرستانی مسابقاتی هشت‌جانبه میان هشت باشگاه برتر تهران برگزار گردید تا چهار تیم اول در لیگ دسته اول باقی بمانند و چهار تیم دیگر راهی دسته دوم شوند. استقلال با ناکامی در تورنمنت هشت‌جانبه راهی دسته پایین‌تر شد و از آن‌جا که تهران در طراحی‌های فدراسیون فوتبال در دسته دوم سهمیه‌ای نداشت، یک‌باره به دسته سوم فرستاده شد. رئیس فدراسیون در این زمان ناصر نوآموز بود.
مشکلاتی که باشگاه دچار آن شده بود به حدی بود که کاظم اولیایی مدیر باشگاه مجموعه تحت مدیریت خود را به کاخی ویرانه تشبیه می‌کرد. در چنین شرایطی بود که علی جباری بعد از سال‌ها به استقلال بازگشت. او سرپرستی باشگاه را پذیرفت و یوگنی سکوموروخوف روس به سمت سرمربی‌گری باشگاه منصوب شد. مشکلات مالی نیز گریبان‌گیر باشگاه و مزید برعلت شده بود. به گفته جباری باشگاه برای پرداخت ۱۵ هزار تومان در ازای ۳۰ پرس غذا برای بازیکنان ناتوان بود و به رستوران‌های دیگر می‌رفتند تا بهای ارزان‌تری را بپردازند. قرارداد بازیکنان استقلال در آن فصل ۳ میلیون تومان پیش‌پرداخت و ماهیانه ۱۸ هزار تومان بود که البته تنها شامل بازیکنان ملی‌پوش می‌شد و سایرین دست‌مزد کمتری می‌گرفتند.
با وجود این شرایط استقلال نتایج لازم را کسب کرد و بحران را از سر گذراند.
علی جباری تا سال ۱۳۷۳ در استقلال سرپرست بود اما در دیدار با صنعت نفت در آبادان اتفاقاتی رخ داد که باعث جدایی او از استقلال شد.

## نشان طلای آسیا
علی جباری به همراه علی پروین و همایون بهزادی به‌خاطر فعالیت در حوزه ورزشی از جانب کنفدراسیون فوتبال آسیا به نشان طلای آسیا نائل آمد.

## افتخارات

### باشگاهی

#### تاج
- جام باشگاه‌های تهران (۳): ۴۸–۱۳۴۷، ۵۰–۱۳۴۹، ۱۳۵۱؛ نايب‌قهرمان (۱): ۱۳۴۸
- لیگ فوتبال استان تهران (۱): ۱۳۴۸
- جام میلز هند (۳): ۱۳۴۸، ۱۳۴۹، ۱۳۵۰
- جام حذفی تهران (۱): ۱۳۴۹
- جام باشگاه‌های آسیا (۱): ۱۳۴۹
- جام منطقه‌ای ایران (۱): ۱۳۴۹
- جام تخت جمشید (۱): ۱۳۵۳؛ نايب‌قهرمان (۱): ۱۳۵۲

### تیم ملی فوتبال ایران
- جام اکو (۱): ۱۳۶۵
- نایب قهرمانی رقابت‌های فوتبال بازی‌های آسیایی ۱۹۶۶ بانکوک
- قهرمانی در جام ملت‌های آسیا ۱۹۶۸ ایران
- نایب قهرمانی مسابقات فوتبال جام دوستی ۱۳۴۷
- عنوان سوم مسابقات فوتبال ارتش‌های جهان ۱۳۴۸ آتن
- قهرمان مسابقات فوتبال جام عمران منطقه‌ای ۱۳۴۹
- قهرمانی در جام ملت‌های آسیا ۱۹۷۲ تایلند
- قهرمانی مسابقات فوتبال بازی‌های آسیایی تهران ۱۳۵۳